# أ. غيلبرت رايت
أ. غيلبرت رايت (بالإنجليزية: A. Gilbert Wright)‏ هو عالم حيوانات أمريكي، ولد في 1909 في قرطاج في الولايات المتحدة، وتوفي في 1987.